# 斯柯达明锐
斯柯达明锐（Škoda Octavia）是德國大众集团旗下捷克制造商斯柯达汽车于1996年推出的一款紧凑型汽车。其名称“Octavia”源于斯柯达在1959年至1971年生产的一款小型家用轿车。2006年的北京车展上，第二代斯柯达明锐首次在国内公开亮相并由上海大众汽车有限公司合资生产。同时，该车正式定名为“明锐”（以前译作欧雅）。2007年6月，第二代明锐正式上市，最初上市的车型仅提供装备2.0升自然吸气发动机和1.8升涡轮增压发动机的4款车型，售价为13.99至18.59万元。2007年8月，上海大众推出4款搭载1.6升自然吸气发动机的第二代明锐，售价为12.49至14.69万元。

## 第一代（1996年－2004年）

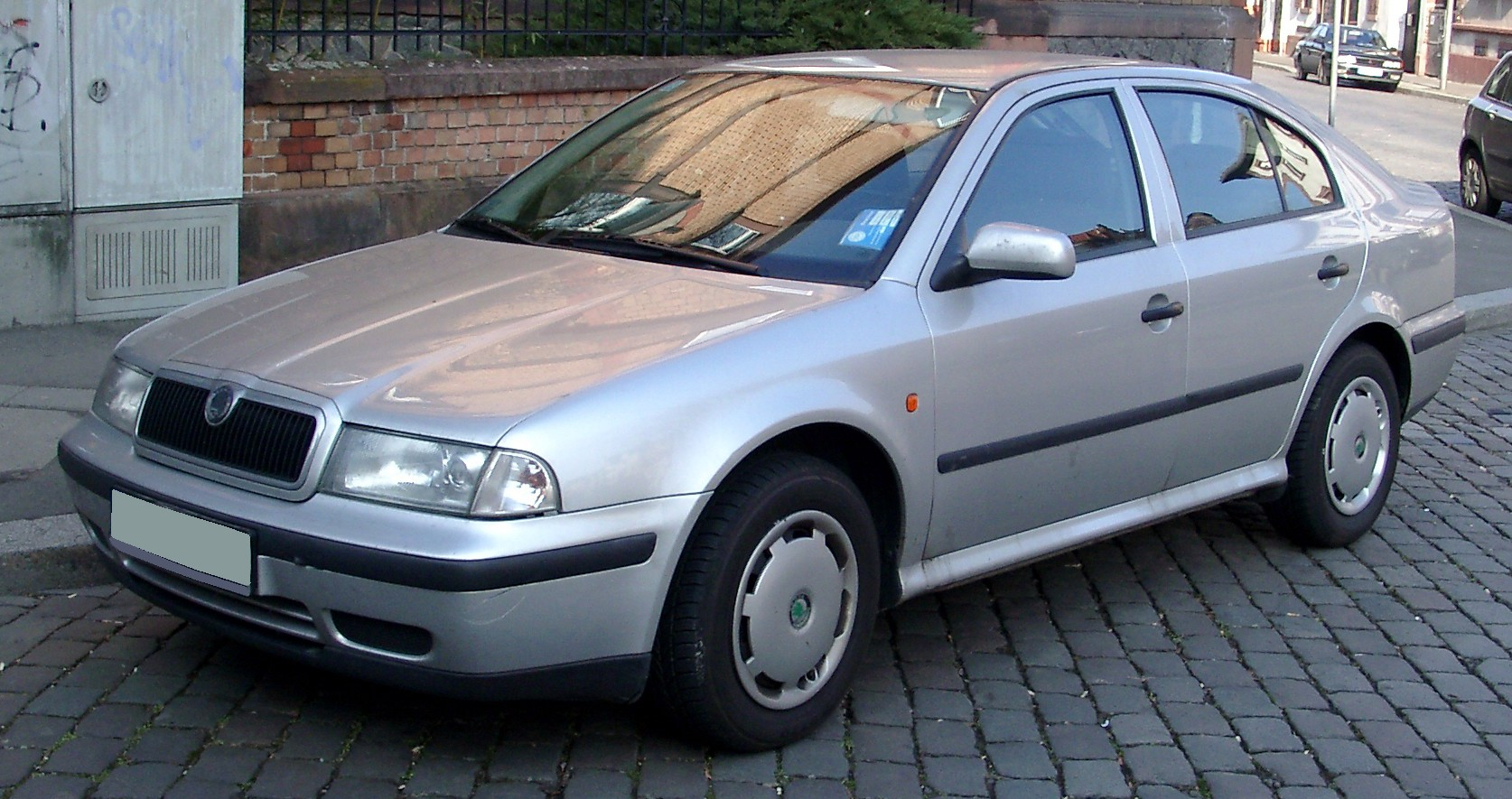
第一代

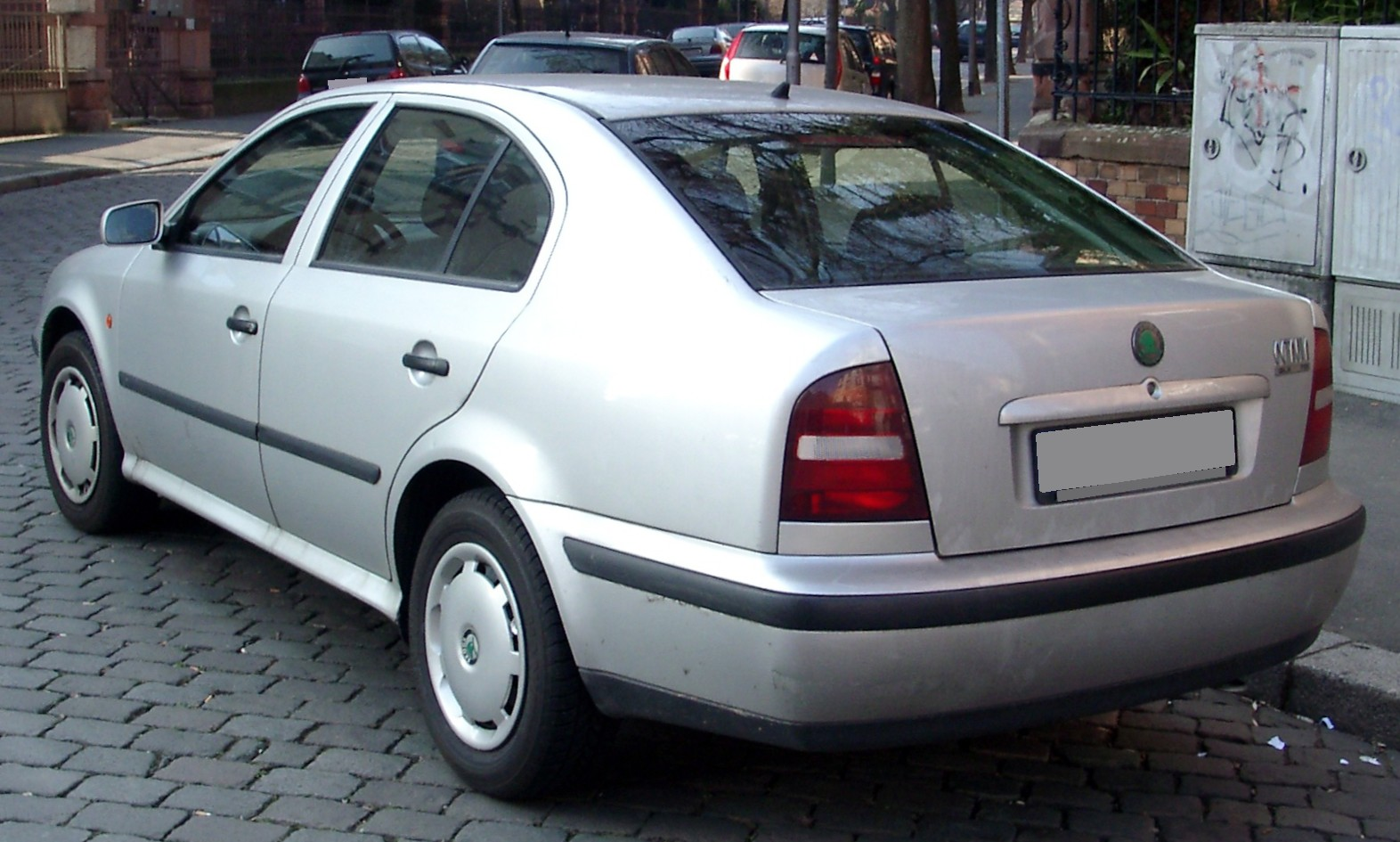
後方

源自大众PQ34平台（同平台下包括第一代奥迪A3、第四代高尔夫/捷达和甲壳虫等车型）的第一代斯柯达明锐于1996年11月正式上市，其名称“Octavia”源于斯柯达1959年至1971年生产的一款小型家用轿车。明锐是大众将斯柯达收购后生产的第一款斯柯达品牌车型，负责生产第一代明锐的工厂位于捷克首都布拉格东北约50公里的姆拉达-博莱斯拉夫，明锐因其低廉的价格和可靠的质量，被欧洲众多国家用作出租车使用。车身尺寸为长4511mm，宽1731mm，高1429mm，轴距2512mm。凭借低廉的售价和更为实用的掀背式设计，第一代斯柯达明锐在欧洲的受欢迎程度甚至要高于同时期的第四代捷达。搭载多款发动机的车型可供消费者选择，其中包括1.4升、1.6升、1.8升和2.0升直列四缸自然吸气发动机及1.8升涡轮增压发动机，另外还有1.9升直列四缸柴油发动机可供选择。其中1.6升自然吸气发动机最大功率100马力（74kW）/5600rpm，最大扭矩145N·m/3800rpm，而动力更为强劲的1.8升涡轮增压发动机最大功率150马力（110kW）/5700rpm，最大扭矩210N·m/1750-4600rpm，与发动机匹配的是5速手动和4速、5速自动变速箱。

## 第二代（2004年－2013年）

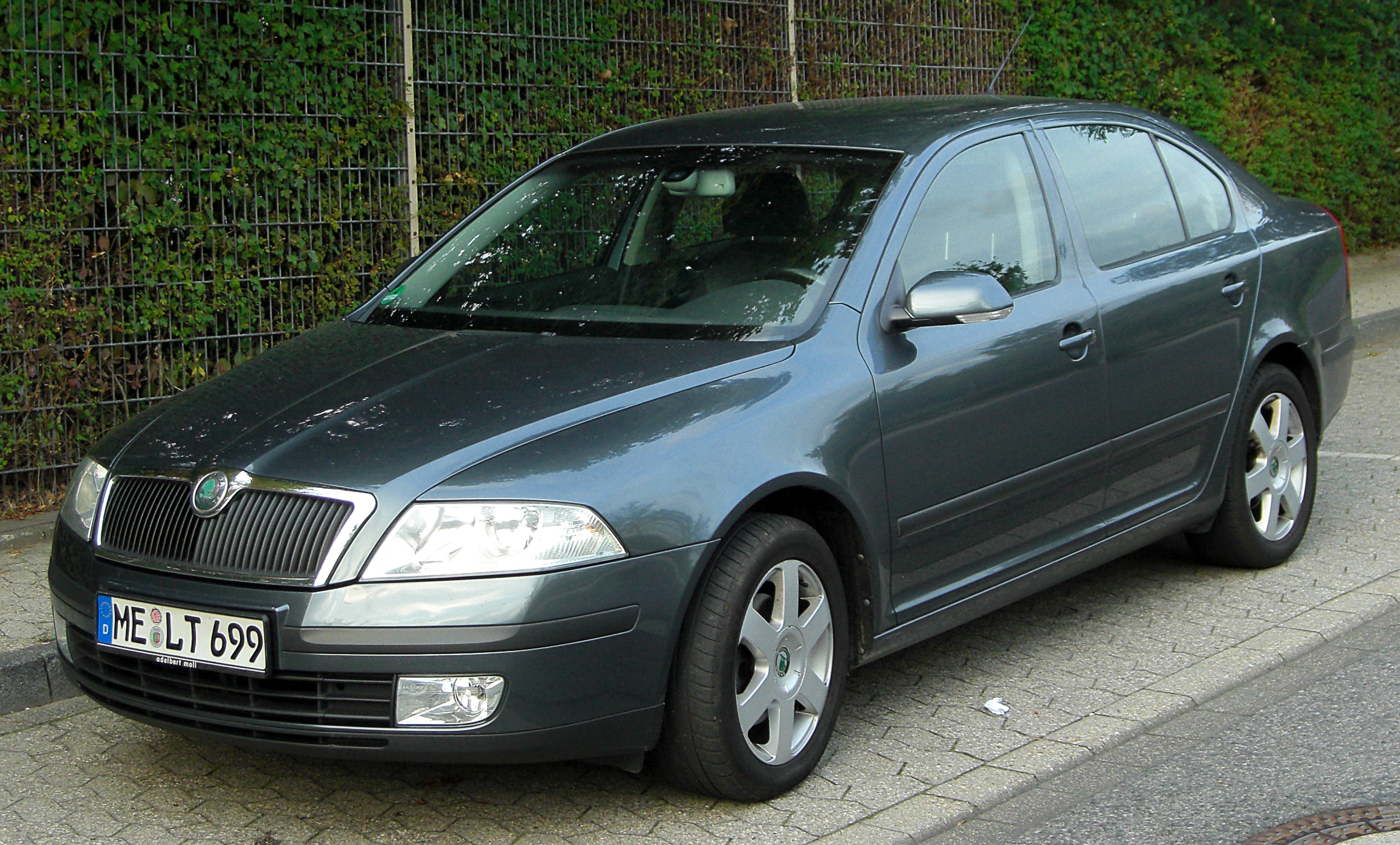
第二代

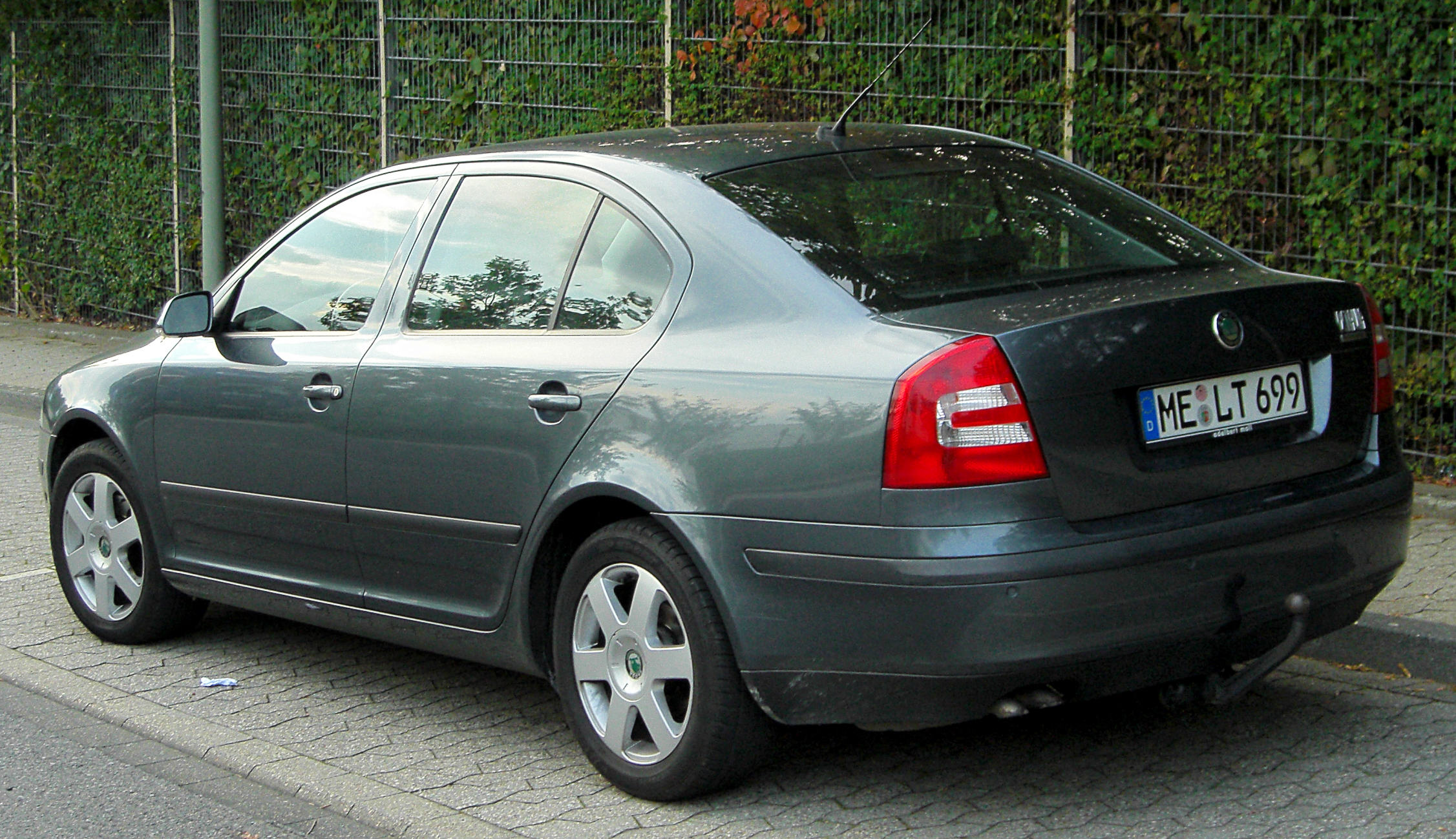
後方

第一代明锐的大获成功，更坚定了大众开发第二代车型的信心。由Thomas Ingenlath和Peter Wouda负责设计的第二代斯柯达明锐于2004年3月的日内瓦车展上正式发布。该车与第二代奥迪A3、第五代高尔夫、捷达等众多车型共同出自大众PQ35平台。车身尺寸相比上一代车型也有明显增加，以其掀背版车型为例，其车身尺寸为长4569mm，宽1769mm，高1468mm，轴距2578mm。 第二代明锐采用前麦弗逊、后多连杆的悬架结构，在其低调、内敛的外形下藏匿着一副具有天生运动基因的“骨架”。对于主打“家用牌”的明锐来说，其硬朗的悬架具有较为出色的路感，但斯柯达还是在舒适性上对明锐下了一番功夫，注重舒适性的乘客不会因路感传递过于清晰而感到心烦意乱。前排安全气囊、安全气帘、ABS防抱死制动系统、EBD制动力分配系统、ESP电子稳定控制系统等诸多配置的引入为其安全性上增色不少。多功能方向盘、行车电脑、座椅电动调节、座椅加热、自动空调、电动天窗、多碟CD音响、带有清洗功能的氙气大灯和倒车雷达等丰富的配置使其在同级别车型中具有较高的竞争力。第二代明锐的发动机包括自然吸气发动机共有1.3升、1.4升、1.6升和2.0升四种排量可供选择，其中主流的1.6升自然吸气发动机最大功率115马力（85kW）/6000rpm，最大扭矩155N·m/4000rpm。而四款缸内直喷涡轮增压发动机则分别有1.2升、1.4升、1.8升和2.0升可供消费者选择。此外，第二代明锐还有搭载1.6升、1.9升和2.0升这三种排量的涡轮增压柴油发动机的车型。根据所匹配发动机的不同，第二代明锐所装配的变速箱也多种多样，5速、6速手动变速箱，6速自动变速箱及6速、7速DSG双离合变速箱都能够在第二代明锐众多车型上见到。2008年10月，第二代明锐迎来了一次“全新”的改款，一向以低调、含蓄著称的斯柯达明锐突然给人一种心潮澎湃的感觉，这种感官上的冲击主要来自于微微上扬的大灯设计。

## 第三代（2013年－2020年）
第三代斯柯达明锐于2012年12月在捷克波利斯拉夫的斯柯达博物馆首次与公众见面，该车由捷克设计师Jozef Kaban（大众Lupo、西亚特Arosa和布加迪威航的首席设计师）负责设计，采用了MissionL概念车的诸多设计元素。鉴于第二代明锐在全球市场上的强劲风头，斯柯达推出的第三代明锐则彻底颠覆了人们对这款成功家用车型往日的印象。在车身尺寸方面，第三代明锐又有了显著的提升，其车身尺寸为长4659mm，宽1814mm，高1462mm，轴距为2686mm，相比现款车型其长度提高90mm，宽度提高了45mm，轴距提升了108mm。而车身尺寸的提升，为新明锐带来的主要是后排空间的提升，其后备箱容积也达到了590升。另外，由于采用了新的轻量化材料，新一代明锐相比第二代车型轻了102kg。第三代明锐出自全新的大众MQB平台，其悬架结构也与同平台的第七代高尔夫保持一致，采用前麦弗逊、后扭力梁式非独立悬架（高配车型后悬架为多连杆独立式悬架）。在安全配置方面，第三代明锐有着很大程度的提升。该车配备了可自动切换远近光灯的智能灯光系统、车道偏离警示系统等等。另外在被动安全方面，第三代明锐全车最多配备了9个安全气囊，包括膝部气囊和后排安全侧气囊等。此外，斯柯达还为第三代明锐配备了全新的多次碰撞刹车系统。在多数交通事故发生时，经常存在着第二次碰撞的可能性，而新一代斯柯达针对这种情况推出了多次碰撞刹车系统，在车辆发生碰撞后，多次碰撞刹车系统即时在驾驶员不踩下刹车踏板时也会减慢车辆的速度，以尽量避免第二次碰撞的可能或者将之后碰撞时的时速降低。动力方面，斯柯达为第三代明锐配备了四款1.2L（1.2L低功率和高功率）、1.4L和1.8L涡轮增压直喷发动机，四款1.6L、2.0L（低功率和高功率）涡轮增压柴油发动机和一款天然气发动机。与发动机匹配的是5速、6速手动变速箱和7速DSG双离合变速箱。除入门款车型外，其余车型（Green tec/GreenLine版本）均配有启停技术和制动能量回收系统。

## 第四代（2020年-）
其第四代在布拉格2019年1月11日面世，本來預計在2020年6月開始銷售，但受2019冠状病毒病疫情疫情影響而推遲。
第四代Octavia出自全新的福斯MQB Evo平台，其懸架結構也與同平台的第八代Golf保持一致。
而第四代的Octavia有需多新的配備。是Škoda第一個車型使用HUD。其他的新配備包括十吋顯示器、手機無線充電、增至五個USB-C 埠、由Canton電子負責的影音系統與在手排車型則有新的排檔桿取代之前舊有排檔桿。新的安全功能包括轉向控制、開門確認來車與確認駕駛者是否睡著或失去意識。